# 10e Primetime Emmy Awards
De 10e Primetime Emmy Awards, waarbij prijzen werden uitgereikt in verschillende categorieën voor de beste Amerikaanse televisieprogramma's die in primetime werden uitgezonden tijdens het televisieseizoen 1957-1958, vond plaats op 15 april 1958.

## Winnaars en nominaties - televisieprogramma's
(De winnaars staan bovenaan in vet lettertype.)

### Dramaserie
(Best Dramatic Series with Continuing Characters)
- Gunsmoke
  - Lassie
  - Maverick
  - Perry Mason
  - Wagon Train

### Komische serie
(Best Comedy Series)
- The Phil Silvers Show
  - The Bob Cummings Show
  - Caesar's Hour
  - Father Knows Best
  - The Jack Benny Program

## Winnaars en nominaties - acteurs

### Hoofdrollen

#### Mannelijke hoofdrol
(Best Continuing Performance by an Actor in a Leading Role in a Dramatic or Comedy Series)
- Robert Young als James 'Jim' Anderson in Father Knows Best
  - James Arness als Matt Dillon in Gunsmoke
  - Robert Cummings als Bob Collins in The Bob Cummings Show
  - Danny Thomas als Danny Williams in Make Room for Daddy

#### Vrouwelijke hoofdrol
(Best Continuing Performance by an Actress in a Leading Role in a Dramatic or Comedy Series)
- Jane Wyatt als Margaret Anderson in Father Knows Best
  - Eve Arden als Liza Hammond in The Eve Arden Show
  - Spring Byington als Lily Ruskin in December Bride
  - Jan Clayton als Ellen Miller in Lassie
  - Ida Lupino als Eve Drake in Mr. Adams and Eve

### Bijrollen

#### Mannelijke bijrol
(Best Continuing Supporting Performance by an Actor in a Dramatic or Comedy Series)
- Carl Reiner met verschillende rollen in Caesar's Hour
  - Paul Ford als Col. John T. Hall in The Phil Silvers Show
  - William Frawley als Fred Mertz in I Love Lucy
  - Louis Nye als Louis Nye in The Steve Allen Show
  - Dennis Weaver als Chester in Gunsmoke

#### Vrouwelijke bijrol
(Best Continuing Supporting Performance by an Actress in a Dramatic or Comedy Series)
- Ann B. Davis als Charmaine Schultz in The Bob Cummings Show
  - Pat Carroll als Alice Brewster in Caesar's Hour
  - Verna Felton als Hilda Crocker in December Bride
  - Marion Lorne als Myrtle Banford in Sally
  - Vivian Vance als Ethel Mertz in I Love Lucy